# Marittimo

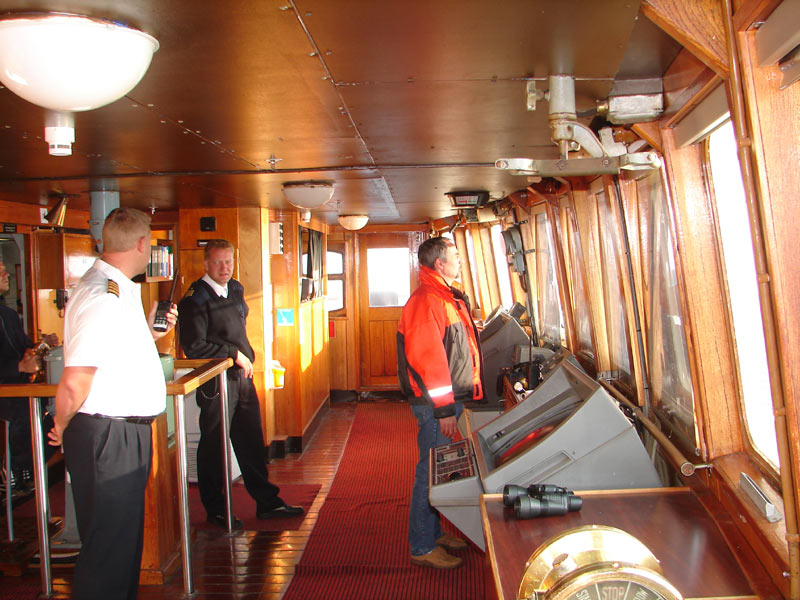
Quattro tipologie di marittimi qui ripresi all'interno della plancia di una nave: il comandante, il Primo ufficiale un marinaio
timoniere al timone, appena visibile sull'estrema sinistra del riquadro, ed il pilota del porto con giacca rossa.

Per marittimo (più formalmente lavoratore marittimo o personale marittimo per indicare l'appartenenza alla categoria; in lingua inglese: mariner o seafarer) si intende qualsiasi lavoratore che indipendentemente dalla propria attività professionale e/o mansioni lavorative, svolga la propria attività nell'ambito della marina mercantile o presso strutture e/o infrastrutture nautiche o portuali. 

## Generalità
Il termine è piuttosto generico, ma che si distingue da «marinaio», poiché a differenza di quest'ultimo - che indica generalmente il personale impiegato a bordo di una nave - esso comprende anche quei soggetti che operano nel settore nella nautica in generale, come ad esempio coloro che siano addetto ai servizi tecnici nautici o operino presso i porti, sulla terraferma.
Nella marina mercantile col termine di marinaio s'intende il lavoratore con la qualifica professionale appartenente al personale indirizzato ai servizi di coperta in generale,  comunque distinta da quelle più particolari, come il  mozzo.

## Il personale navigante
Il personale navigante è iscritto in apposito registri, ed è munito di un libretto di navigazione, secondo le leggi dello Stato di riferimento. Fanno parte della succitata tipologia:

### Sezione di coperta
- Comandante
- Comandante in seconda
- Medico di bordo
- Primo ufficiale di coperta
- Secondo ufficiale di coperta
- Terzo ufficiale di coperta
- ufficiale radiotelegrafisti
- allievi ufficiali di coperta
- assistenti ufficiali radiotelegrafisti
- nostromi
- padroni marittimi
- timonieri
- marinai
- vedette
- mozzi
- Ufficiale di coperta

### Sezione macchina
- Direttore di macchina
- Secondo direttore di macchina
- primi ufficiali di macchina
- primi ufficiali elettrotecnici
- secondi ufficiali di macchina
- secondi ufficiali elettrotecnici
- terzi ufficiali di macchina
- terzi ufficiali elettrotecnici
- allievi ufficiali di macchina
- allievi ufficiali elettrotecnici
- carpentieri
- Frigoristi
- fuochisti
- ingrassatori
- Marinai motoristi
- Meccanici navali
- operai polivalenti
- Ottonai
- stipettai
- Tanchisti
- Tappezzieri

### Sezione alberghiera
- Capo commissario di bordo
- primi commissari di bordo
- secondi commissari di bordo
- terzi commissari di bordo
- assistenti commissari di bordo
- maestri di casa
- maggiordomi
- assistenti di ufficio
- accompagnatori turistici
- animatori
- bambinai
- baristi
- bottiglieri
- cambusieri
- dispensieri
- cabinanti
- camerieri
- cuochi di bordo
- fotografi
- garzoni
- lavandai
- macellai
- magazzinieri
- infermieri di bordo
- operatori cinematografici
- panettieri
- pasticceri
- pennesi
- stiratori
- tipografi

## Il personale non navigante
Fanno altresì parte della categoria dei lavoratori marittimi anche coloro che svolgono la propria attività professionale di supporto a terra, è iscritto in particolari registri ed è munito di un proprio documento rilasciato sulle autorità competenti. Ne fanno parte:
- ingegneri navali
- costruttori navali
- barcaioli
- calafati
- maestri d'ascia
- ormeggiatori
- palombari
- piloti
- scaricatori di porto
- sommozzatori
- operatori tecnici subacquei